# Oscinella imperfecta
Oscinella imperfecta är en tvåvingeart som beskrevs av Becker 1913. Oscinella imperfecta ingår i släktet Oscinella och familjen fritflugor. Inga underarter finns listade i Catalogue of Life.